# Майско
Майско е село в Северна България. То се намира в община Елена, област Велико Търново.

## География
Село Майско се намира в старопланински район.

## История
Старото име на селото е Тузлу Алан. Преименувано е през 1965 г.

## Население

### Преброяване на населението през 2011 г.
Численост и дял на етническите групи според преброяването на населението през 2011 г.:
|                     | Численост | Дял (в %) |
| Общо                | 783       | 100,00    |
| Българи             | 49        | 6,25      |
| Турци               | 72        | 9,19      |
| Цигани              | 494       | 63,09     |
| Други               | 0         | 0,00      |
| Не се самоопределят | 0         | 0,00      |
| Неотговорили        | 146       | 18,64     |

## Други
Населението в селото се състои само от роми от турски прозход